# Maksym Tymoszenko
Maksym Ołehowycz Tymoszenko (ukr. Максим Олегович Тимошенко, ur. 20 kwietnia 1972 w Kijowie) – ukraiński działacz kulturalny, profesor Narodowej Akademii Kadr Kierowniczych Kultury i Sztuki, prezys Green Cross Ukraine, członek Zarządu Międzynarodowego Zielonego Krzyża (październik 2017 r.), rektor Ukraińskiej Narodowej Akademii Muzycznej.

## Życiorys
Jest absolwentem Kijowskiego Narodowego Uniwersytetu Ekonomicznego im. Wadyma Hetmana, gdzie ukończył studia magisterskie w zakresie MBA (1996, wydział ekonomii i zarządzania). Dostał drugie wykształcenie wyższe w Narodowej Akademii Kadr Kierowniczych Kultury i Sztuki (2012). W 2012 został doktorem nauk humanistycznych w zakresie nauk kultury i sztuki.
Jest docentem Katedry Art-zarządzania oraz technologii ewentowej na Instytucie praktycznej kultury i art-zarządzania w Kijowie, został profesorem zwyczajnym na tej uczelni.
Został uhonorowany tytułem Ambasadora Pokoju.

## Działalność naukowa
Jest autorem ponad 20 publikacji, m.in.: Kultura i Nowoczesność, Aktualne problemy teorii, historii i praktyki kultury artystycznej, Biuletyn Państwowej Akademii Kultury i Sztuki (teraz Biuletyn Państwowej Akademii Kultury i Sztuki).
Współautor pięciotomowej Ukraińskiej Encyklopedii Etnokulturowej (2013). Współautor Encyklopedii ukraińskiej twórczości sztuki etnicznej (2014 etnokulturologia) w 5 tomach. Każdy tom wydano pod patronatem Państwowej Akademii Sztuki Ukrainy i Państwowej Akademii Kultury i Sztuki. 

## Wybrane publikacje
- (ukr) Гуманітарний досвід культури як предмет системологічного вивчення // Культура і сучасність. 2012. № 1. С. 78–83.
- (ukr) Семантичні виміри сучасної української культури: дискурсивний аспект // Актуальні проблеми історії, теорії та практики художньої культури : зб. наук. праць. Київ : [Міленіум], 2012. Вип. XXVIII. С. 57–64.
- (ukr) Катарсичні виміри сучасної людини та образ « людини світу » // Вісник Державної академії керівних кадрів культури і мистецтв. 2013. № 1. С. 82–86.
- (ukr) Людина-митець як суб'єкт культурної розбудови України // Вісник Національної академії керівних кадрів культури і мистецтв. 2015. № 1. C. 50–55.
- (ukr) Міжнародні гуманітарні стратегії: теорія і практика // Підручник. Київ, 2015. 160 с.[8]

## Wyróżnienia
- Order „Za zasługi” III stopnia[9]